# Coupe de l'America 2010
La Coupe de l'America 2010 est la 33e édition de la Coupe de l'America. Cette régate s'est disputée en deux manches les 12 et 14 février 2010 à Valence en Espagne. Comme le veut la règle, la course s'est déroulée entre deux bateaux (ou « syndicats ») : le tenant du titre, ou « defender », et un « challenger ». C'était la première fois depuis 1988 que des multicoques furent alignés dans cette course.

## Participants

### Defender

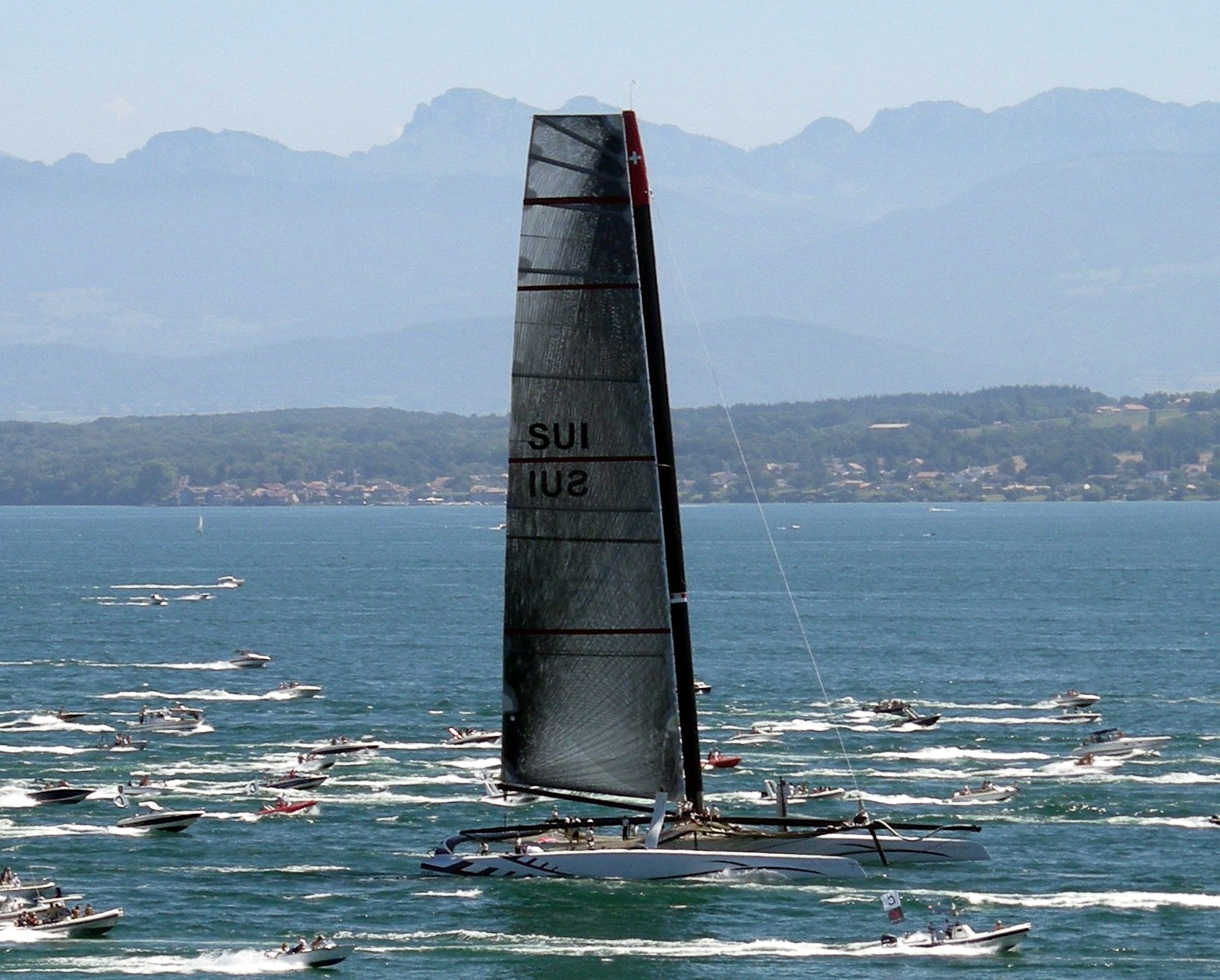
Alinghi 5, fin 2009

| Syndicat  | Pays   |
| Alinghi 5 | Suisse |

### Challenger

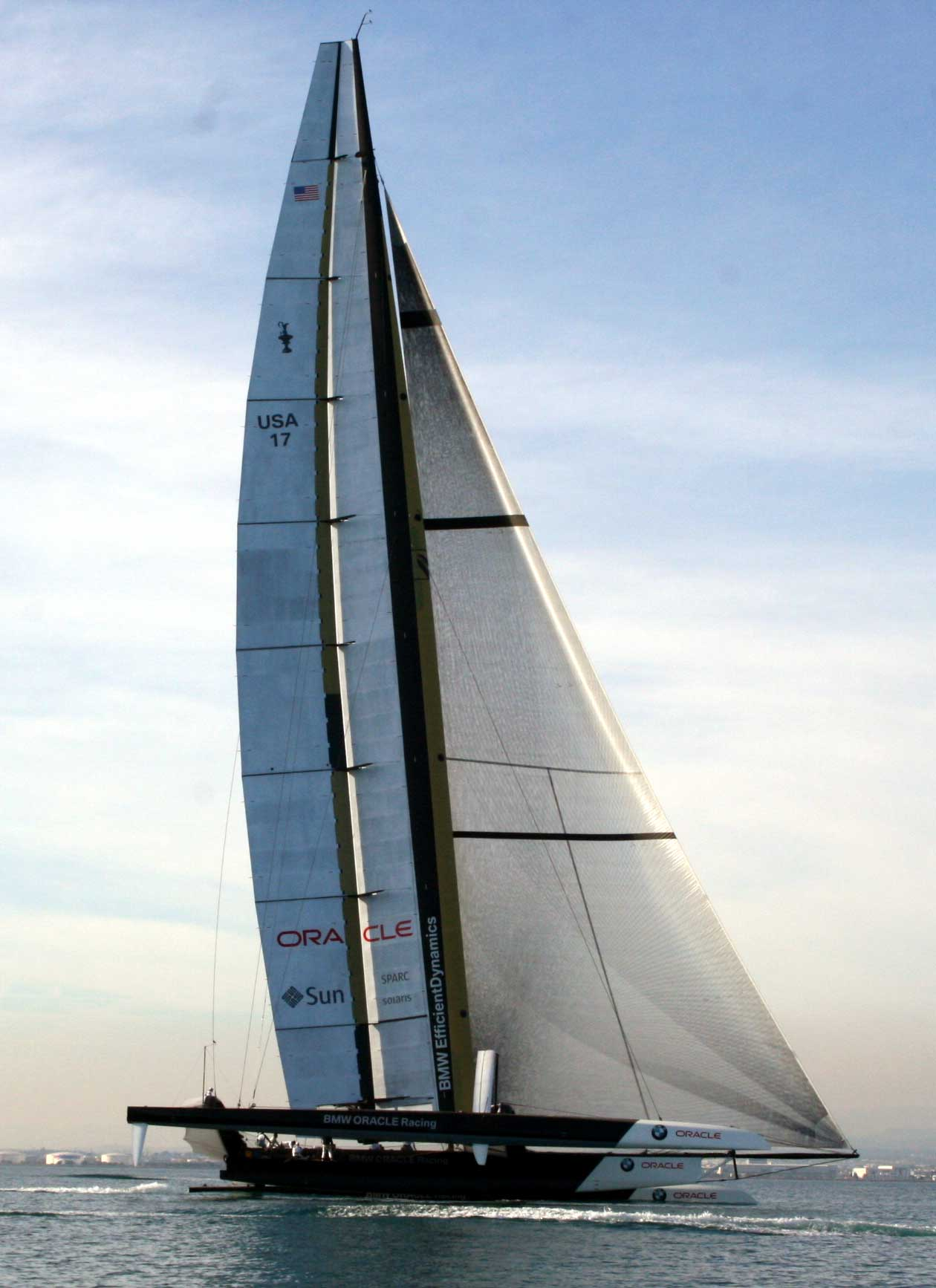
USA-17

| Syndicat          | Pays       |
| BMW Oracle Racing | États-Unis |

## Vainqueur

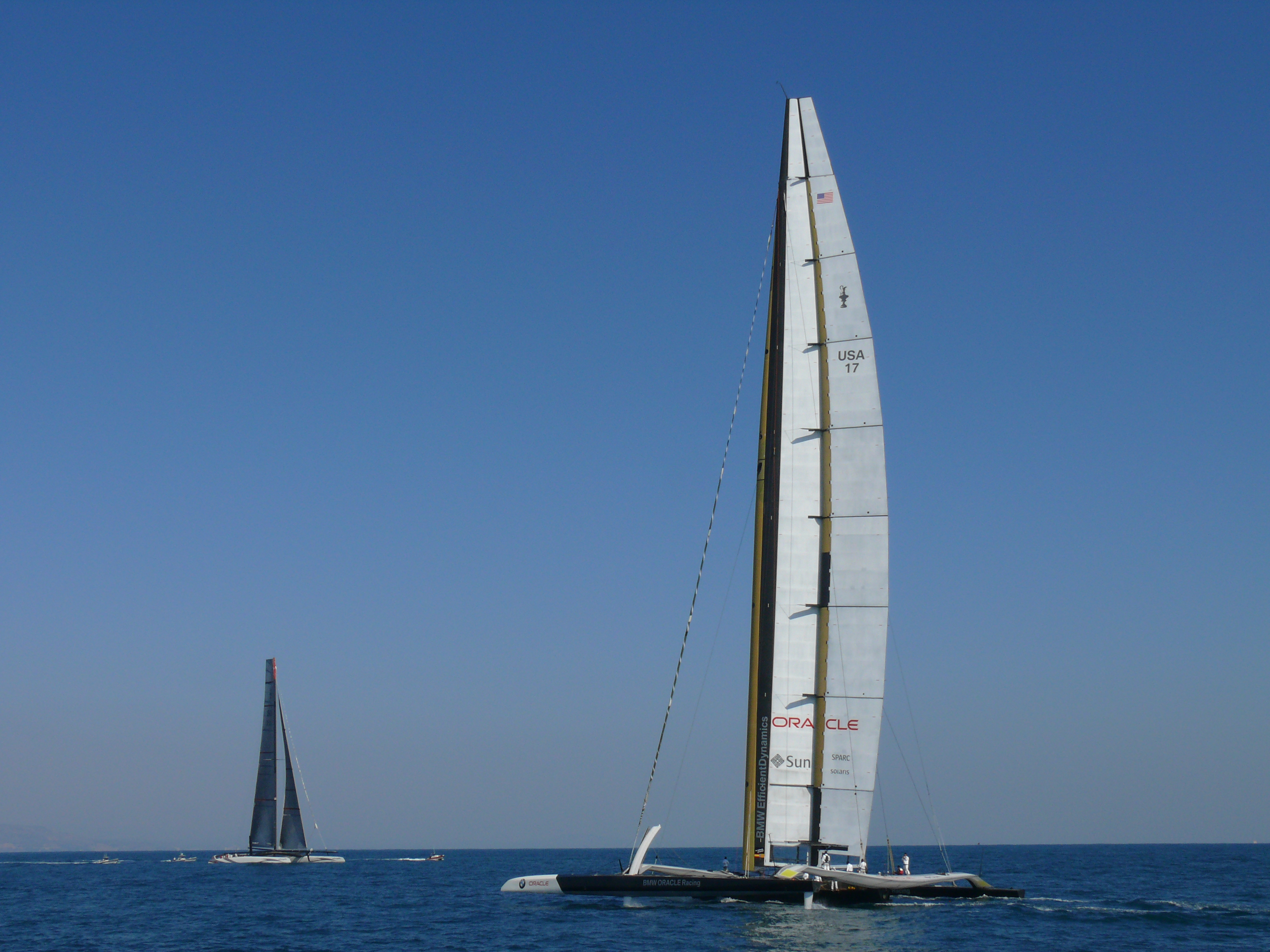
USA-17 et Alinghi 5 à Valence.

BMW Oracle Racing remporte l'édition 2010 de la Coupe de l'America avec son trimaran face au catamaran suisse Alinghi 5. La coupe 2010 fut largement dominée par les Américains avec 15 minutes d'avance sur Alinghi lors de la première manche et 5 minutes lors de la deuxième. Oracle s'est notamment illustré par des pointes à 33 nœuds dans moins de 10 nœuds de vent.